# Lycaugesia homogramma
Lycaugesia homogramma là một loài bướm đêm trong họ Noctuidae.